# Марія Мірковіч
Марія Мірковіч (англ. Marija Mirkovic; нар. 23 лютого 1990) — колишня австралійська тенісистка.
Найвищу одиночну позицію світового рейтингу — 276 місце досягла 6 липня 2009, парну — 221 місце — 22 листопада 2010 року.
Здобула 2 парні титули туру ITF.

## Фінали ITF
| Легенда          |
| ---------------- |
| турніри $100,000 |
| турніри $75,000  |
| турніри $50,000  |
| турніри $25,000  |
| турніри $10,000  |

### Одиночний розряд: 2 (0–2)
| Результат | Ранг | Дата           | Турнір                        | Покриття | Суперниця        | Рахунок       |
| --------- | ---- | -------------- | ----------------------------- | -------- | ---------------- | ------------- |
| Поразка   | 1.   | 25 лютого 2008 | ITF Веллінгтон, Нова Зеландія | Тверде   | Міхаела Юханссон | 0–6, 5–7      |
| Поразка   | 2.   | 27 липня 2008  | ITF Хунедоара, Румунія        | Ґрунт    | Дьяна Бузян      | 2–6, 6–4, 1–6 |

### Парний розряд: 4 (2–2)
| Результат | Ранг | Дата              | Турнір                   | Покриття | Партнерка      | Суперниці                         | Рахунок          |
| --------- | ---- | ----------------- | ------------------------ | -------- | -------------- | --------------------------------- | ---------------- |
| Поразка   | 1.   | 23 листопада 2009 | ITF Калгурлі, Австралія  | Тверде   | Саллі Пірс     | Шеннон Голдс Гейлі Еріксен        | 3–6, 6–4, [7–10] |
| Перемога  | 1.   | 3 травня 2010     | ITF Бандаберг, Австралія | Ґрунт    | Джессіка Мор   | Вікторія Раїчіч Емелін Старр      | 6–3, 1–6, 10–7   |
| Перемога  | 2.   | 2 липня 2010      | ITF Торунь, Польща       | Ґрунт    | Теодора Мирчич | Катажина Пітер Барбара Собашкевич | 4–6, 6–2, [10–5] |
| Поразка   | 2.   | 6 серпня 2010     | ITF Москва, Росія        | Ґрунт    | Теодора Мирчич | Надія Гуськова Валерія Соловйова  | 6–7(5), 3–6      |